# Lotus 47

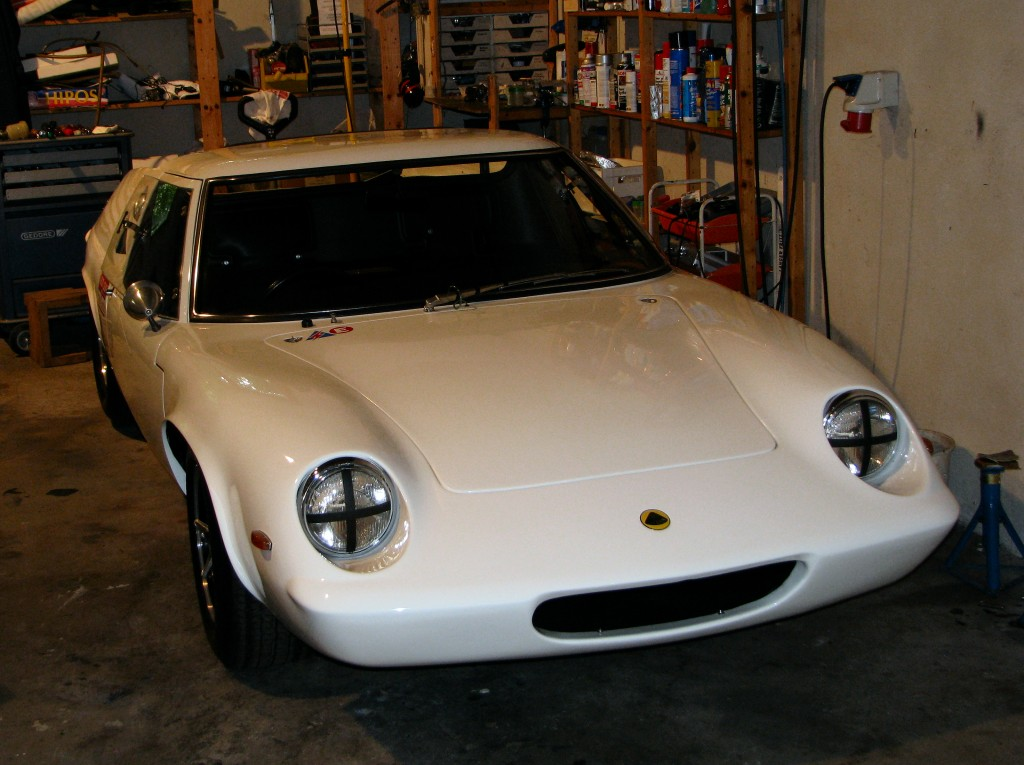
Restaurierter Lotus 47 GT 71

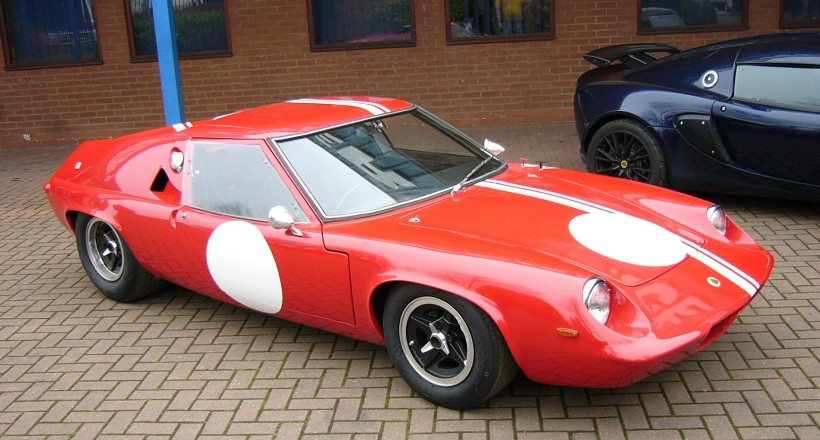
Lotus 47 GT 68 im Donington Exhibition Centre

Der Lotus 47 war ein Rennwagen auf Basis des Lotus Europa (intern Lotus 46).

## Entwicklungsgeschichte
Ein Prototyp des Europa wurde von der eigenständigen Rennwagen-Abteilung „Lotus Components“ so umgebaut, dass ein firmeneigener 1,6-Liter-Vierzylinder-Cosworth-Rennmotor und ein firmeneigenes Rennfahrwerk aus dem aktuellen Formel-2-Wagen Lotus 59 passte. Dazu kam noch ein Renngetriebe Hewland FT 200 aus der Formel 2 mit einer geänderten Schaltmechanik und ein einstellbares Pedalwerk aus dem Rennsport. Im Übrigen sind die beiden Modelle praktisch gleich, was den Lotus 47 zu dem in der Motorsportgeschichte letzten echten Rennwagen macht, von dem es eine Straßenversion gibt.

## Renngeschichte
Der Lotus 47 erwies sich als technisch zu kompliziert für Kundenteams. Obwohl der Lotus 47 deutlich schneller war als der Lotus Elan 26R, war er den reinen Rennautos Chevron B6 und Porsche Carrera 6 unterlegen und zu problematisch für die Mechaniker. Nur die vom Werk eingesetzten und in den berühmten Rot-Gold-Weiß des Sponsors Gold Leaf lackierten Autos waren einigermaßen erfolgreich. Fast alle Lotus 47 wurden später für den Straßenverkehr umgebaut.